# Гемар (коммуна)
Гема́р (фр. Guémar) — коммуна на северо-востоке Франции в регионе Гранд-Эст (бывший Эльзас — Шампань — Арденны — Лотарингия), департамент Верхний Рейн, округ Кольмар — Рибовилле, кантон Сент-Мари-о-Мин. До марта 2015 года коммуна административно входила в состав упразднённого кантона Рибовилле (округ Рибовилле).
Площадь коммуны — 18,22 км², население — 1351 человек (2006) с тенденцией к стабилизации: 1352 человека (2012), плотность населения — 74,2 чел/км².

## Население
Численность населения коммуны в 2011 году составляла 1368 человек, а в 2012 году — 1352 человека.
| 1962 | 1968 | 1975 | 1982 | 1990 | 1999 | 2006 | 2008 | 2011 | 2012 |
| ---- | ---- | ---- | ---- | ---- | ---- | ---- | ---- | ---- | ---- |
| 841  | 847  | 1002 | 1051 | 1162 | 1314 | 1351 | 1362 | 1368 | 1352 |

Динамика населения:

## Экономика
В 2010 году из 918 человек трудоспособного возраста (от 15 до 64 лет) 704 были экономически активными, 214 — неактивными (показатель активности 76,7 %, в 1999 году — 75,2 %). Из 704 активных трудоспособных жителей работали 658 человек (358 мужчин и 300 женщин), 46 числились безработными (17 мужчин и 29 женщин). Среди 214 трудоспособных неактивных граждан 84 были учениками либо студентами, 77 — пенсионерами, а ещё 53 — были неактивны в силу других причин.
На протяжении 2011 года в коммуне числилось 556 облагаемых налогом домохозяйств, в которых проживало 1344,5 человек. При этом медиана доходов составила 21600 евро на одного налогоплательщика.

## Достопримечательности (фотогалерея)

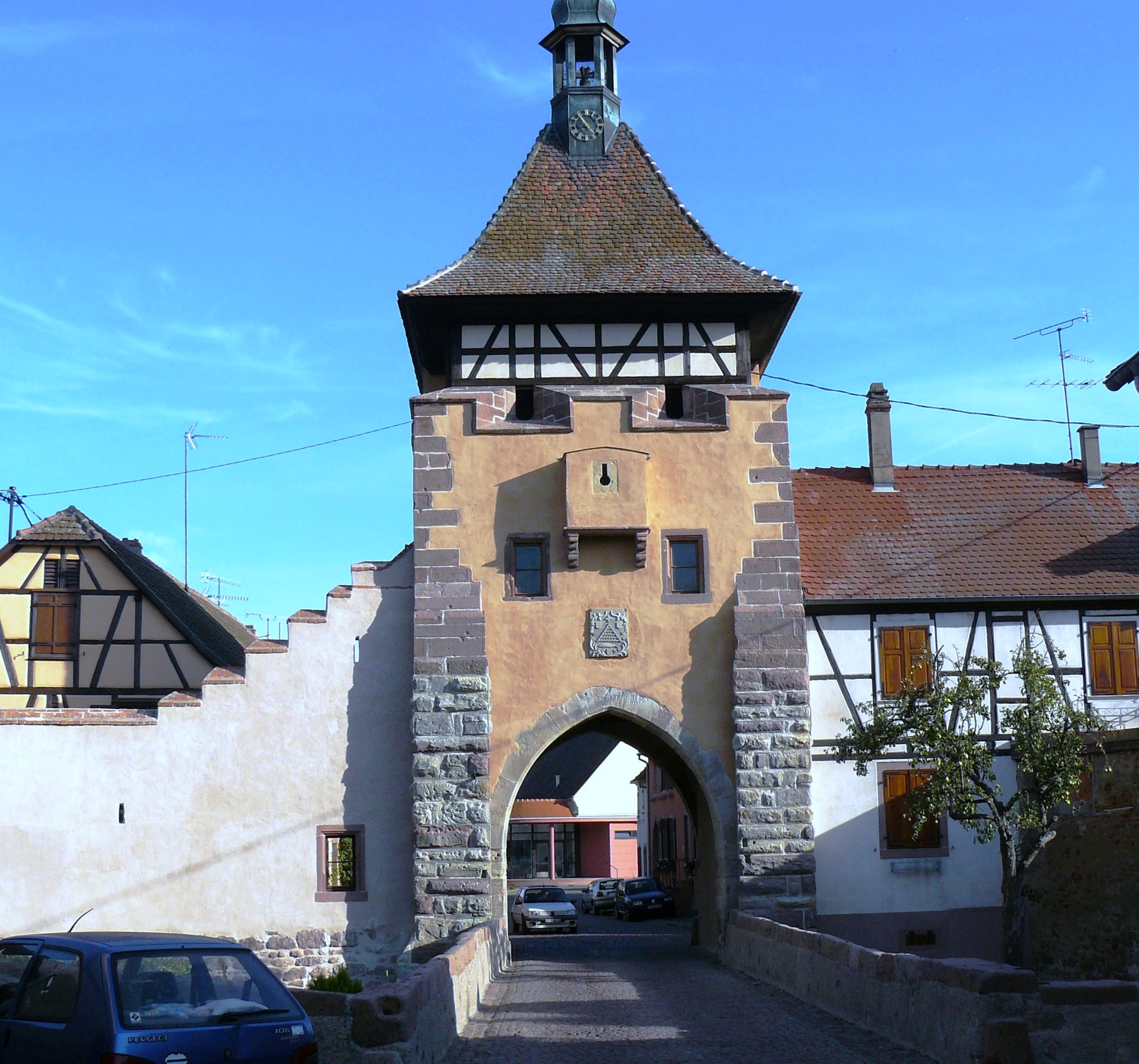
Ворота
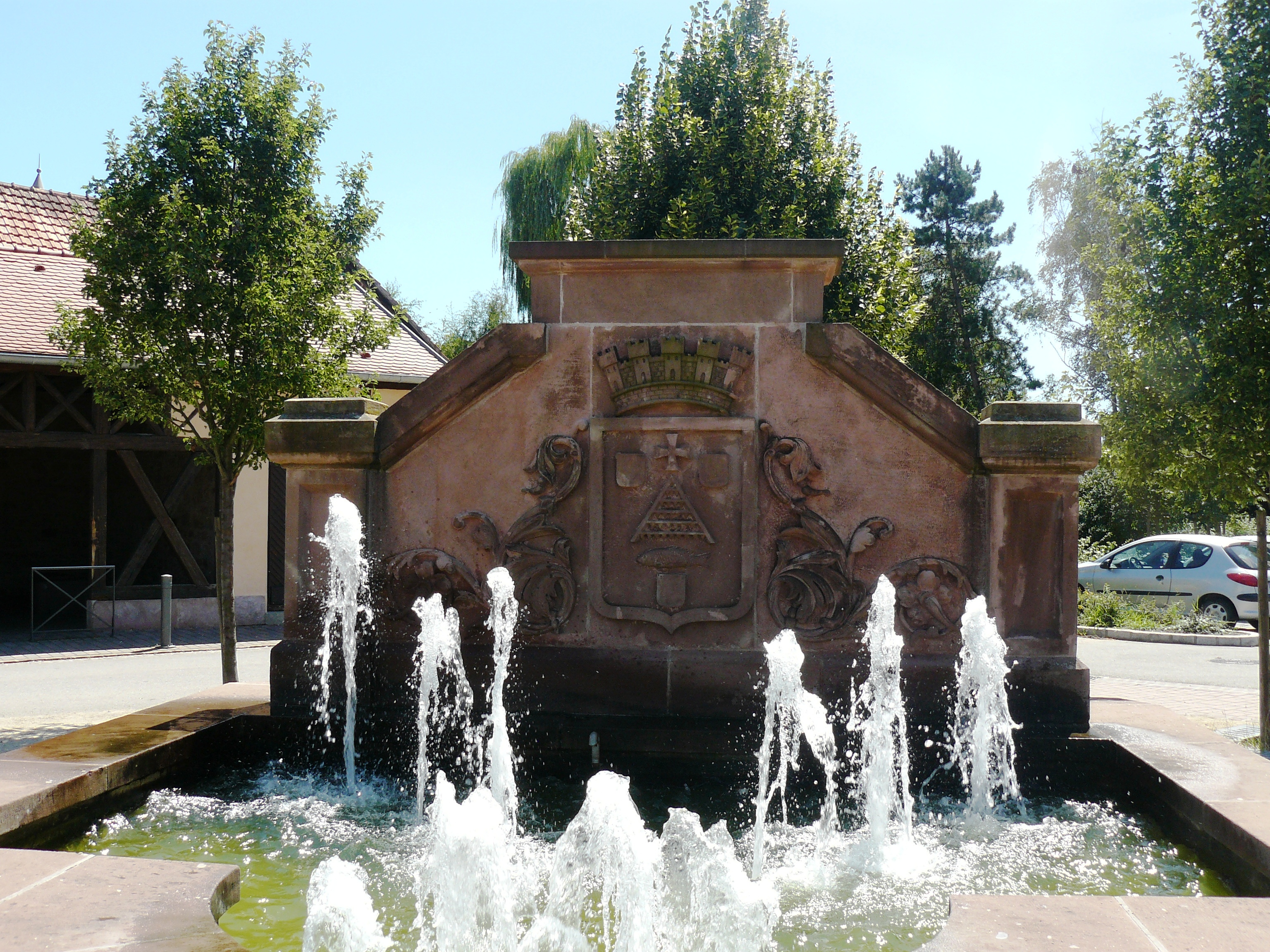
Фонтан
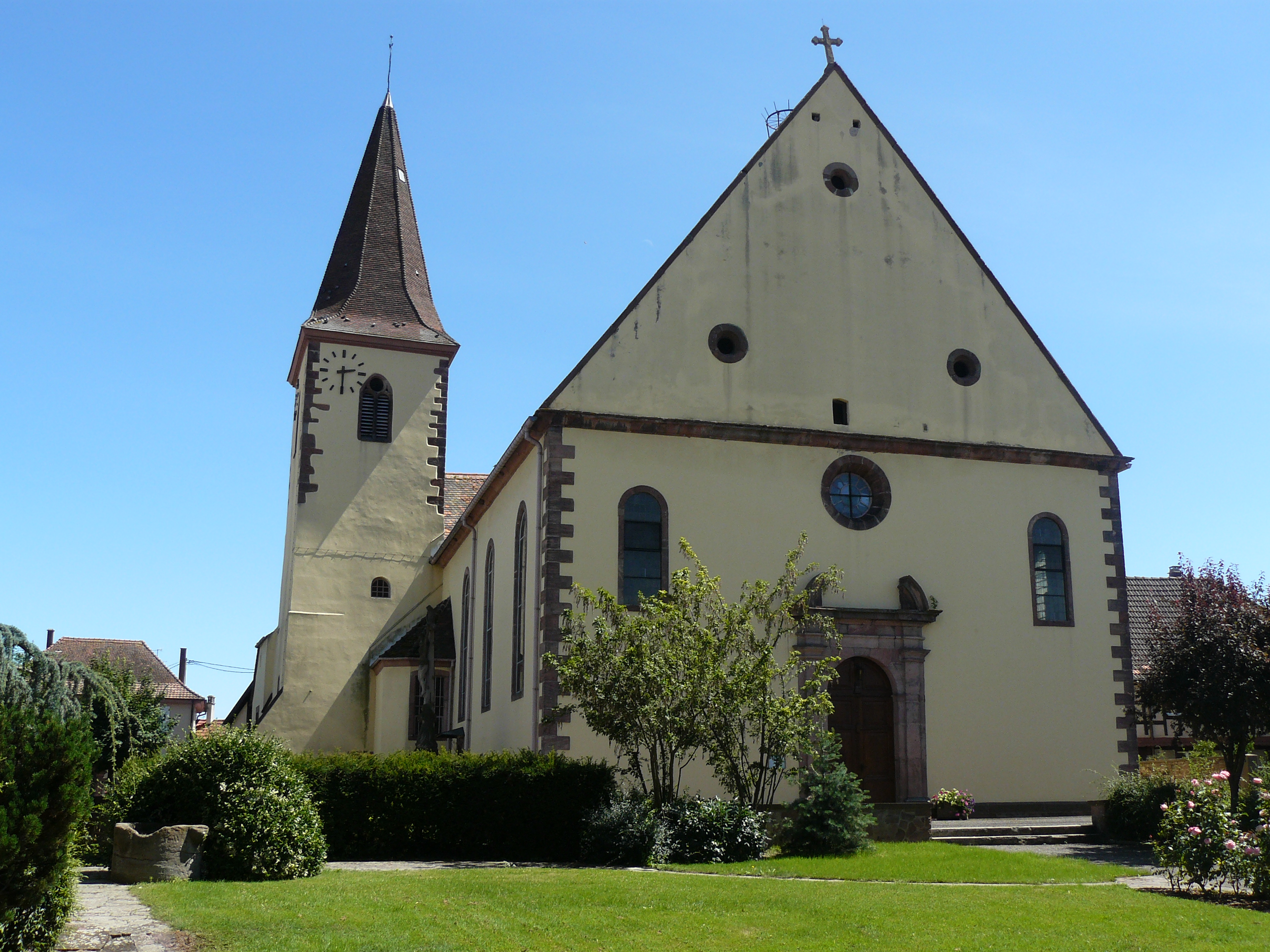
Церковь Сен-Легер